# Shahrak-e Moţahharī-ye Varzard
Shahrak-e Moţahharī-ye Varzard (persiska: شهرک مطهری ورزرد, Shahrak-e Moţahharī) är en ort i Iran.   Den ligger i provinsen Khuzestan, i den centrala delen av landet, 600 km söder om huvudstaden Teheran. Shahrak-e Moţahharī-ye Varzard ligger 477 meter över havet och antalet invånare är 577.
Terrängen runt Shahrak-e Moţahharī-ye Varzard är varierad, och sluttar söderut.Runt Shahrak-e Moţahharī-ye Varzard är det ganska tätbefolkat, med 62 invånare per kvadratkilometer. Närmaste större samhälle är Līkak, 11,3 km nordväst om Shahrak-e Moţahharī-ye Varzard. Omgivningarna runt Shahrak-e Moţahharī-ye Varzard är i huvudsak ett öppet busklandskap.